# Liz Wieskerstrauch
Liz Wieskerstrauch (geb. 1955 in Nürnberg) ist eine deutsche Regisseurin, Autorin und Dokumentarfilmerin. Sie produzierte zahlreiche Dokumentationen für öffentlich-rechtliche Fernsehsender, darunter die Serien Frauengeschichten, Kampf gegen die Krankheit sowie die zweiteilige Dokumentation Höllenleben.

## Leben
Wieskerstrauch zog zum Studium der Sozialpädagogik an der Hochschule mit 18 Jahren von Nürnberg nach Bremen und war dort anschließend als Sozialarbeiterin tätig; zeitgleich belegte sie ein Zweitstudium der Literatur und Politik an der Universität Bremen. Bereits während ihrer sozialpädagogischen Tätigkeit begann sie mit der Produktion erster Kurzbeiträge für den Hörfunk von Radio Bremen. Obwohl ihr anfangs das filmische Handwerk fehlte, gelang ihr dank ihres guten Zugangs zu Menschen und ihrer Affinität zu psychologischen Themen der Aufbau einer erfolgreichen Karriere als Dokumentarfilmerin.
Nach ersten Erfahrungen bei Radio Bremen arbeitete sie zunehmend für größere Sender wie den NDR und etablierte sich später freiberuflich; mehr als drei Jahrzehnte lang realisierte sie Dokumentationen und Wissenschaftsfilme für ARD, ZDF, Arte und 3sat.
Im August 2020 zog Wieskerstrauch von Hamburg nach Bremen-Borgfeld; der Ortswechsel von der Großstadt Hamburg ins ruhigere Borgfeld erfolgte primär aus privaten Gründen, wobei sie ihre Arbeit weiterhin ortsunabhängig ausführt.

## Wirken
Liz Wieskerstrauch widmet sich insbesondere psychologischen und sozialen Themen. Dabei geht es häufig um komplexe gesellschaftliche Fragestellungen. So arbeitete sie zu Themen wie dissoziative Identitätsstörung und ritualisierter sexueller Gewalt, etwa in ihrem zweiteiligen Film Höllenleben sowie dem 2025 erschienenen Dokumentarfilm Blinder Fleck.
Ihre Filme setzen sich oftmals mit Erfahrungen von Menschen auseinander, deren Glaubwürdigkeit gesellschaftlich infragegestellt wird. Blinder Fleck gibt Betroffenen dissoziativer Identitätsstörungen, die sich an Missbrauch erinnern, aber juristisch keine Anerkennung finden, ein Sprachrohr. Wieskerstrauch betont dabei die Notwendigkeit einer ausgewogenen Darstellung und die journalistische Pflicht, verschiedene Sichtweisen einzubeziehen, ohne jedoch ihre Empathie für die Betroffenen zu verbergen.
Weitere Schwerpunkte ihres Schaffens umfassen Jugendgewalt und die psychosozialen Hintergründe jugendlicher Straftäter, so etwa in ihrem im ZDF ausgestrahlten Dokumentarfilm Wenn Kinder Täter werden. Hierbei legt sie Wert auf differenzierte Betrachtungen, etwa indem sie auch die Täterperspektiven einbezieht und verdeutlicht, dass Täter oftmals selbst Opfer sind.
Neben ihren filmischen Arbeiten veröffentlichte Wieskerstrauch auch mehrere Romane, unter anderem In den Mohnfeldern (1993) und Lucys Diamonds (2020). Letzterer befasst sich ebenfalls mit dem Thema der multiplen Persönlichkeitsstörungen und entstand nach langjährigen Recherchen. Für ihr erstes Buch Spurensuche erhielt sie 1987 den Preis der Villa Ichon.